# Microregiunea Rétság
Microregiunea Rétság (în maghiară Rétsági kistérség) a fost o microregiune statistică (kistérség) din județul Nógrád, Ungaria.
Cu o populație de 24.003 locuitori și o suprafață de 435,03 km2, aceasta a existat până în 2014, când în Ungaria, microregiunile ”kistérségek” au fost înlocuite de districte (járások).